# Plaion
Plaion  (anciennement Koch Media) est un groupe de médias allemand fondé en 1994 par Franz Koch et le Dr Klemenz Kundratitz.
Le groupe commercialise et distribue des produits et accessoires de divertissement numérique en Europe et en Amérique du Nord. Ses domaines d'activité comprennent la distribution de produits de médias, comprenant des films, des logiciels, ainsi que des jeux vidéo qu'elle édite sous son label Deep Silver.
L'entreprise est achetée par Embracer Group en février 2018.

## Historique
Fondée en 1994 par Franz Koch et Klemenz Kundratitz, docteur en droit, la société emploie plus de trois cents personnes en 2008. Son siège social se situe à Planegg (district de Munich), elle détient des filiales en Allemagne, en Angleterre, en France, en Autriche, en Suisse, en Italie, au Benelux et aux États-Unis.
L'entreprise commercialise son premier logiciel en 1995 à plus de 250 000 exemplaires, et débute dans l'industrie vidéoludique l'année suivante.
En 1998, création de Koch Media AG en Suisse, puis, en 2000, création de Koch Media Holding, qui regroupe l'ensemble des activités de l'entreprise, ainsi que de Koch Media srl en Italie.
En 2002, elle crée le label de jeux Deep Silver. Koch Media rachète la société française de distribution de jeux vidéo SG Diffusion en 2005.
En 2006, la filiale Koch Media Licensing GmbH est créée : elle est spécialisée dans la vente et le marketing de licences films, mais également dans la distribution au sein du milieu audiovisuel. C'est à cette époque que Koch Media devient le principal partenaire de distribution de Nintendo au Royaume-Uni.
En 2012, À la suite d'une augmentation du capital, Koch Media et le label d'édition Deep Silver font l'acquisition d'une participation dans le capital d'infernum Productions AG, société de développement et d'édition de jeux en ligne basé à Berlin.
Après la faillite de THQ en 2013, Koch Media rachète le studio Volition pour un montant de 22 312 925 dollars, ainsi que la franchise Metro: Last Light pour 5 877 551 dollars.
La même année, au mois de décembre, Koch acquiert le studio DS Fishlabs.
En février 2018, Embracer Group annonce l'achat de l'entreprise Koch Media pour la somme de 121 millions d'euros,.
Le 4 août 2022, Koch Media annonce son changement de nom et s'appelle désormais Plaion (prononcé Play on).
Le 8 janvier 2025, Klemens Kundratitz annonce sa volonté de quitter son poste de PDG, après 31 ans passés à la tête de la société. Il cèdera sa place à Phil Rogers en avril 2025 et deviendra conseiller stratégique pour Embracer. Phil Rogers était responsable des studios occidentaux de Square Enix entre 2009 et 2022,.

## Principales franchises
- 2004 : Sacred
- 2006 : Saints Row
- 2006 : Secret Files
- 2009 : Galaxy on Fire
- 2009 : Risen
- 2010 : Metro
- 2010 : Lost Horizon
- 2011 : Dead Island
- 2011 : Homefront
- 2012 : Let's Sing
- 2013 : Ride to Hell

## Filmographie sélective
- 2010 : Captifs de Yann Gozlan
- 2014 : La French de Cédric Jimenez